# Patriot Day
Patriot Day is een nationale herdenkingsdag in de Verenigde Staten, die elk jaar op 11 september wordt gehouden ter nagedachtenis van de doden van de aanslagen op 11 september 2001.
Na de aanslagen verklaarde president George W. Bush 11 september 2001 als National Day of Prayer and Remembrance for the Victims of the Terrorist Attacks on September 11, 2001.
Op 4 september 2002 riep president Bush 11 september uit tot Patriot Day als dag van nationale rouw, nadat beide huizen van het Amerikaans congres het wetsvoorstel hiertoe hadden goedgekeurd. 11 september 2002 werd de eerste Patriot Day.